# Литомишль
Ли́томишль, Ли́томышль (чеш. Litomyšl [ˈlɪtomɪʃl̩], нем. Leitomischl) — город на востоке Чехии, в Пардубицком крае. Население — 10 231 человек (2006). Первое упоминание о городе датируется 981 годом.
«Сметаново намести» (площадь имени композитора Бедржиха Сметаны) — это центральная площадь города (протяженностью 495 м), застроена двумя рядами домов по принципу готической застройки.
В 1999 году ЮНЕСКО признало ренессансный архитектурный ансамбль дворца-замка в Литомышле памятником Всемирного наследия.

## История
Первое упоминание о Литомишле относится к 981 году, о нём говорится в чешской в хронике, написанной в XII веке. В хронике сказано, что в то время на Литомишльском холме стояла сторожевая крепость, охранявшая поместье Славниковичей и проходивший рядом торговый путь. После убийства Славниковичей в 995 году Литомишль перешёл в руки династии Пршемысловичей. В 1259 году чешский король Пржемысл Отакар II наделил город такими привилегиями, как свобода торговли и собственное судопроизводство. Во второй половине XIV века в городе имелись ремесленные цехи пекарей, суконщиков и ткачей. В 1344 году было основано Литомишльское епископство, подчиненное Пражскому архиепископству. В период гуситских войн в 1425 году каноники покинули Литомышль, после чего Литомышльское епископство больше не возродилось, хотя официально было упразднено только в 1554 году.
Замок Литомышль был владением семьи Костка из Поступице с 1432 года по 1567 год, когда Богуш из Поступице поддержал восстание против короля Фердинанда I, в результате чего семья Костка лишилась своих владений. Новым владельцем Литомышля в 1567 году стал высочайший канцлер Чешского королевства Вратислав II из Пернштейна, которым в 1568—1581 был построен замок в ренессансном стиле. В XVIII—XIX веках замок сменил несколько владельцев, в числе которых были представители фамилии Вальдштейн.
После Второй мировой войны замок был национализирован и объявлен в 1962 году национальным памятником культуры Чехии. С 1949 года в замке проводится оперный фестиваль. В 1994 году по приглашению тогдашнего президента Чехии Вацлава Гавела в Литомышле состоялась встреча президентов стран Центральной Европы.

## Достопримечательности

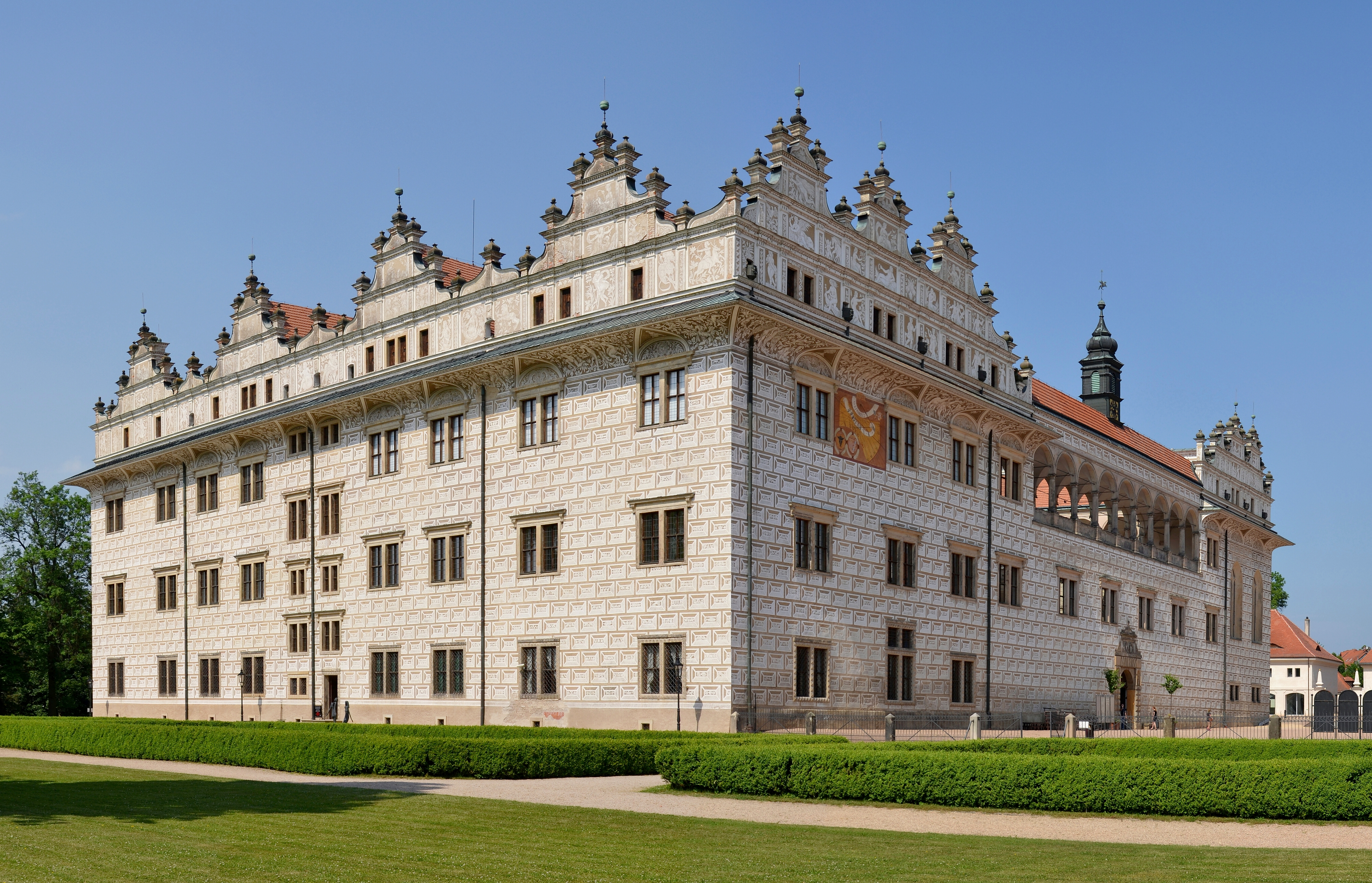
Литомишльский замок

- Дворец-замок, построенный в стиле итальянского ренессанса в 1568—1581 годах. Стены замка богато украшены в традиционной для Чехии технике сграффито. Замок в Литомышле признан одним из чистейших образцов архитектуры Возрождения в Восточной Европе. В этом замке родился и провёл детские годы композитор Бедржих Сметана.
- Костёл Нахождения Святого Креста;
- Замковая капелла Святого Михаила;
- Пробский костёл;
- Портомонеум — музей Йозефа Вахала;
- Костёл святых Апостолов;
- Дворцовый театр (1797) на первом этаже западного крыла замка с оригинальным художественным оформлением, один из старейших театров подобного рода в Центральной Европе;
- Парк в стиле барокко, созданный в 1726 году. В конце XVIII века в парке сооружен павильон, расписанный сценами в стиле Древнего Египта.
- Музей старинной скульптуры и архитектуры, с копиями знаменитых скульптур. Постоянная выставка статуй Ольбрама Зоубека.
- Дом-музей композитора Бедржиха Сметана, в котором ежегодно проводятся музыкальные фестивали его памяти («Литомышль Сметаны» и «Молодая Сметанова Литомышль»);
- Рыночная площадь с двумя рядами домов в стиле Ренессанса и барокко и ратушей, построенной в 1418 году и позже перестроенной.

В Литомышле находится Факультет реставрации Пардубицкого университета.
Поблизости от Литомышля расположена радиостанция коротких волн чешского радио. Сооружение имеет высоту 105 метров.

## Поселки города
Корнице (чеш. Kornice), Лани (чеш. Lány), Литомышль-город (чеш. Litomyšl-město), Недошин (чеш. Nedošín), Нова-Вес-у-Литомишле (чеш. Nová ves u Litomyšle), Пазуха (чеш. Pazucha), Погодли (чеш. Pohodlí), Суха (чеш. Suchá), Загайи (чеш. Zahájí), Заградь (чеш. Záhraď).

## Население
| Год  | Численность | Численность |
| ---- | ----------- | ----------- |
| 1869 | 8597        | [ 4 ]       |
| 1880 | 7538        | [ 5 ]       |
| 1890 | 9636        | [ 4 ]       |
| 1900 | 9651        | [ 4 ]       |
| 1910 | 9329        | [ 4 ]       |
| 1921 | 8737        | [ 4 ]       |
| 1930 | 8638        | [ 4 ]       |
| 1950 | 7655        | [ 4 ]       |
| 1961 | 8427        | [ 4 ]       |
| 1970 | 8884        | [ 4 ]       |
| 1980 | 10 253      | [ 4 ]       |
| 1991 | 10 187      | [ 4 ]       |
| 2001 | 10 358      | [ 4 ]       |
| 2014 | 10 137      | [ 6 ]       |
| 2016 | 10 043      | [ 7 ]       |
| 2017 | 10 097      | [ 8 ]       |
| 2018 | 10 278      | [ 9 ]       |
| 2019 | 10 429      | [ 10 ]      |
| 2020 | 10 378      | [ 11 ]      |
| 2021 | 10 240      | [ 12 ]      |
| 2022 | 9914        | [ 13 ]      |
| 2023 | 10 441      | [ 14 ]      |
| 2024 | 10 493      | [ 2 ]       |

## Города-побратимы
- Ланьцут, Польша

## Персоналии
- Гакен, Эдуард – актёр, почётный гражданин города.
- Кудей, Зденек-Матей (1881—1955) — чешский журналист, писатель, переводчик, путешественник.
- Маржак, Юлиус — художник.
- Завиш из Запи (ок. 1350 — 1422) — чешский учёный, богослов, поэт и композитор.